# Myší zámek
Myší zámek je skalnatý pískovcový ostrůvek se stopami středověké stavby uprostřed Máchova jezera u Doks v okrese Česká Lípa.

## Historie
Na ostrůvku se nachází pozůstatky tvrze pocházející z 14. století. Stavba vznikla ještě před založením Velkého rybníka (dnes nazývaného Máchovým jezerem) českým panovníkem Karlem IV. roku 1366. Spojení se vzdálenou osadou Myslín není prokázáno. Pro zaplavení nižších částí původní ostrožny není zřejmé, o jakou stavbu se přesně jednalo. Horní, nezaplavenou část narušily pozdější romantické úpravy. Je domněnka, že mohlo jít o ostrožný hrad.
Dle údajů z katastru nemovitosti k březnu 2023 je ostrůvek majetkem České republiky, spravovaným Agenturou ochrany přírody a krajiny ČR.

## Zajímavost
Ostrůvek byl ještě nedávno[kdy?] hnízdištěm početné kolonie racka chechtavého. Ten byl vyhnán rekreanty porušujícími zákaz vstupu na ostrůvek.[zdroj?]

## Pověst
K ostrůvku se vztahuje pověst o ďáblovi, který tudy kdysi přenášel balvany z Jestřebí na hrad Bezděz. Podle pověsti oba ostrůvky vznikly tak, že ďábel upustil  do jezera dva obrovité balvany. 